# Arthrostylidium
Arthrostylidium Rupr. é um género botânico pertencente à família Poaceae, subfamília Bambusoideae, tribo Bambuseae.
O gênero apresenta aproximadamente 60 espécies. Ocorrem na América do Norte e América do Sul.

## Principais espécies
- Arthrostylidium angustifolium Nash
- Arthrostylidium cacuminis McClure
- Arthrostylidium distichum Pilg.
- Arthrostylidium fimbrinodum Judz. et L. G. Clark
- Arthrostylidium grandifolium Judz. et L. G. Clark
- Arthrostylidium obtusatum Pilg.
- Arthrostylidium purpuratum McClure
- Arthrostylidium reflexum Ekman
- Arthrostylidium sarmentosum Pilg.
- Arthrostylidium scandens McClure
- Arthrostylidium subpectinatum Kuntze
- «PPP-Index Lista de espécies»